# (1388) Aphrodite
(1388) Aphrodite – planetoida z pasa głównego asteroid okrążająca Słońce w ciągu 5 lat i 89 dni w średniej odległości 3,02 au. Została odkryta 24 września 1935 w Observatoire Royal de Belgique w Uccle przez Eugène’a Delporte. Nazwa planetoidy pochodzi od Afrodyty, bogini piękna, miłości i kwiatów w mitologii greckiej. Przed jej nadaniem planetoida nosiła oznaczenie tymczasowe (1388) 1935 SS.